# Dania Patricia Prince Mendez
Dania Prince Mendez 1980 is een model uit Choluteca in Honduras. Dania werd Miss Honduras in 1998, nam ook in 1998 deel aan de Miss Universe in Hawaï en deed voor Honduras mee aan Top Model Of The World. Ze haalde daar de finale en ontving een prijs voor 'beste nationale kostuum'. Ze werd in 1999 gekozen tot Miss América Latina en op 9 november 2003 tot Miss Earth.